# 前歯のない子のクリスマス
前歯のない子のクリスマス(All I want for Christmas is my two front teeth) は、アメリカで1944年に発表されたクリスマスソング。作詞はDonald Yetter Gardner. 日本語訳詞は渡舟人による。

## 概要
1948年にスパイク・ジョーンズが吹き込み、ビルボードのポップチャートで1位を記録している。
この曲は、子供がサンタクロースに『クリスマスに1番に欲しいのは、前歯を2本欲しい!!』と頼む曲である。
渡舟人による日本語訳詞では、子供が『憧れの人に（歌には、『あっこ』と言う名前が出る）クリスマスイヴに口笛を吹きたいのにこんなクリスマス嫌だ!!』と歌う曲になっている。
英語原詞では口笛が上手に吹けないことで頼んでいるが、日本語訳詞では『クリスマス』が『クリフマフ』となること『口笛が吹けない』と言う事になっている。

## 収録・採用など
カバー
- ナット・キング・コール
- 河野清香、東京放送児童合唱団 - 日本コロムビアの童謡集に収録される
- 来栖あつこ（八神洋子）、本橋由香（志乃原菜摘）、岸祐二（陣内恭介）、増島愛浩（土門直樹）、福田佳弘（上杉実）、まるたまり（ダップ） - 『激走戦隊カーレンジャー Merry Xmas from CARRANGER』収録
- The Countdown Kids - 『My Favorite Kindergarten Songs』収録

採用（この曲が使われているクリスマスコンサート）
- 丸美屋食品ミュージカルアニー クリスマスコンサート（歌っているのは、その年のモリー役。約6名）（例:2007年のコンサートでは、2005年, 2006年, 2007年度のアニーズのモリー役）